# Maják Bøkfjord
Maják Bøkfjord (norsky: Bøkfjord fyr) je maják, který se stojí na východním pobřeží v ústí fjordu Bøk v oblasti Sør-Varanger v kraji Finnmark v Norsku. Maják se nachází asi 20 km severně od města Kirkenes v Sør-Varanger a asi 10 km západně od státní hranice s Ruskem.
Maják je činný od 12. srpna do 24. dubna v období polární noci.

## Historie
Maják byl založen v roce 1910. V období druhé světové války byl zničen a obnoven v letech 1947–1948. V roce 1988 byl maják automatizován s obsluhou až do roku 2006, kdy byl plně automatizován (stejně jako maják Helnes). V roce 1992 byl instalován rádiový maják s dosahem 12 nm, jehož racon vysílá signál písmeno B (− ••• Morseovy abecedy).
Maják je dostupný pouze lodí a je přístupné veřejnosti.

## Popis
Betonová patrová budova s nízkou věží a lucernou. Nový maják byl postaven podle návrhů architektů Blakstada a Munthe-Kaase. K majáku patří obytná a hospodářská budova, garáž pro dvě lodi a přístav. Maják je vybaven Fresnelovou čočkou pátého stupně. Budovy majáku jsou bílé, lucerna je červená.
Pro vysokou architektonickou hodnotu je maják kulturní památkou (1998) oblasti Sør-Varanger.

## Data
zdroj
- výška světla 33 m n. m.
- dosvit 16,2 námořní míle
- bílé světlo v intervalu 15 sekund

označení
- Admiralty: L4276
- ARLHS: NOR-064
- NGA: 13828
- NF-9825

## Okolí
V okolí majáku jsou zachovány zbytky německého opevnění, bunkry, dělostřelecké pozice s výzbrojí z období druhé světové války.